# 2132-es mellékút (Magyarország)
A 2132-es számú mellékút egy nagyjából hét kilométeres hosszúságú, négy számjegyű mellékút, túlnyomórészt Heves vármegyében, némileg benyúlva Nógrád vármegye területére is. Fő feladata, hogy Nagykökényest és a 21-es főutat összekapcsolja, illetve Zagyvaszántó és a tőle nyugatra található falvak felé létesít közúti kapcsolatot.

## Nyomvonala
A 2111-es útból ágazik ki, kevéssel annak 3. kilométere után, Nagykökényes területén, északkeleti irányban. Hozzávetőlegesen a harmadik és ötödik kilométere között, szűk két kilométeren át a Nógrád vármegyei Héhalom délkeleti külterületén halad, majd visszalép Heves vármegyébe. (A megyeváltást tábla nem jelzi.) 6,5 kilométer után körforgalommal keresztezi a 21-es főutat, annak 12. kilométerénél, már Zagyvaszántó területén. Utolsó méterein átszeli a salgótarjáni vasutat is, majd a 2403-as útba torkollva ér véget, az országos közutak térképes nyilvántartását szolgáló kira.gov.hu adatbázisa szerint 7,202 kilométer megtétele után.